# Fremskridtspartiet

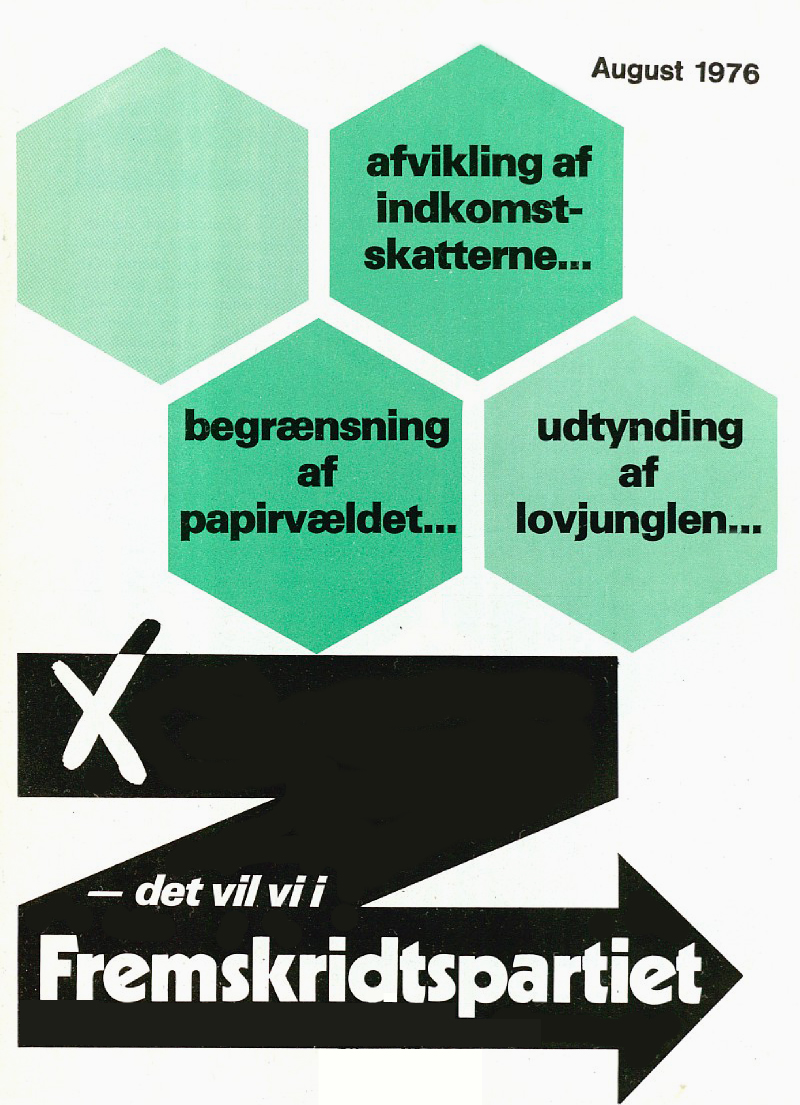
Werbematerial der Fortschrittspartei 1976

Fremskridtspartiet (Frp), dän. für Fortschrittspartei, war eine populistische libertäre Partei in Dänemark. Sie wurde 1972 von Mogens Glistrup gegründet und war von 1973 bis 1999 im Parlament Folketing vertreten. Nach und nach wandte sie sich vom Libertarismus ab und ist heute eine nationalistische Kleinstpartei.

## Geschichte und Programm

### Ära Glistrup 1972–1983
Die Fortschrittspartei wurde am 22. August 1972 um den telegenen Steuerrebellen Glistrup gegründet. Schwerpunkte der Partei waren anfangs die Abschaffung der Einkommensteuer, die Begrenzung staatlicher Bürokratie sowie die Vereinfachung des Gesetzgebungsverfahrens. Dänemark solle aus allen internationalen Organisationen wie UNO, NATO und Nordischem Rat austreten, wurde gefordert. Bei der Parlamentswahl am 4. Dezember 1973 erreichte die Partei auf Anhieb 15,9 % der Wählerstimmen und wurde zweitstärkste Fraktion im Folketing. Politischen Einfluss konnte sie jedoch nur indirekt ausüben, da die anderen im Parlament vertretenen Parteien nicht zu einer Zusammenarbeit bereit waren. Den Abgeordneten der Frp wurde mangelnder politischer Realitätssinn vorgeworfen. Trotzdem ist ein indirekter Einfluss besonders auf die Steuergesetze spürbar gewesen. Als Neuerung in der Politik waren Fraktionssitzungen der Frp für die Öffentlichkeit zugänglich. Damit fanden innerparteiliche Streitigkeiten allerdings leicht den Weg in die Medien. Glistrups politisches Auftreten schwankte zwischen libertärem Populismus und satirisch-anarchischer Fundamentalopposition.
Die Belastungen der ersten Ölkrise zwangen die Regierung Poul Hartling (Venstre) zu Lohnbegrenzungen und einem harten Sparkurs. Gewerkschaften und Sozialdemokraten riefen erfolgreich zu großen Demonstrationen auf. Auch die Frp verweigerte ihre Zustimmung zu Venstres wirtschaftspolitischem Gesamtpaket (helhedsplan). Daraufhin ließ Hartling Neuwahlen für Januar 1975 ausschreiben. Die günstigen Umfragen bestätigten sich, doch Venstres Sprung von 12 auf 23 Prozent wurde auf Kosten der anderen Parteien im bürgerlichen Lager erzielt. Nach langwierigen Sondierungen lehnte Glistrup eine mögliche V-K-Regierung ab und ebnete so einer sozialdemokratischen Minderheitsregierung den Weg. Anker Jørgensen musste mit wechselnden Mehrheiten arbeiten, konnte sich aber siebeneinhalb Jahre im Amt halten.

### Richtungsstreit
Die Frp ist nie an einer Regierung beteiligt gewesen. Ein moderater Flügel (genannt „die Schlaffen“) plädierte für eine konstruktive Parlamentsarbeit, um für die bürgerlichen Parteien als Partner attraktiver zu werden. Der dogmatische Flügel (genannt „die Straffen“) wollte Glistrups Oppositionsstrategie fortsetzen. Dessen Einfluss wurde unterdessen Ende 1983 neutralisiert, weil er eine Haftstrafe wegen Steuerhinterziehung antreten musste. Für ihn rückte Pia Kjærsgaard ins Folketing nach. Sie schloss sich der moderaten Gruppe an und wurde 1984 Politische Sprecherin. Ihr Einfluss wuchs kontinuierlich. 
Ole Maisted und Vagn Aage Jakobsen kehrten der weiter konfus agierenden Frp den Rücken und hoben die kurzlebigen „Freien Demokraten“ aus der Taufe. Später traten beide zur liberalen Venstre über. Der inhaftierte Glistrup gewann zwar in der Wahl 1984 erneut einen Parlamentssitz, durfte das Mandat jedoch nicht annehmen. Ab Anfang der 1980er Jahre agierte die Frp zunehmend ausländerfeindlich, zunächst unter Verweis auf eine vermeintliche Überlastung des Wohlfahrtsstaates. Bald kam ein anti-muslimischer Chauvinismus stärker zum Tragen.

### Ära Kjærsgaard 1987–1995
In der Schlussphase des Wahlkampfes 1987 trat Kjærsgaard als Spitzenkandidatin auf und konnte den ersten Stimmenzuwachs seit zehn Jahren verbuchen. Aber auch Glistrup kehrte so ins Parlament zurück. Vorgezogene Neuwahlen 1988 bescherten der Frp annähernd eine Verdoppelung der Mandate. Der Parteitag im September 1988 vergab konsequenterweise wichtige Posten an Anhänger Kjærsgaards. 1989 stimmte die Partei erstmals dem Haushaltsentwurf der Regierung zu, was binnen Jahresfrist zum Bruch mit Glistrup führte. Gemeinsam mit Jane Oksen, Pia Dahl und Mogens Elvensø gründete er im November 1990 „Trivselspartiet“ (Partei des Aufschwungs). Das gab den Anlass zum Parteiausschluss Glistrups. „Trivselspartiet“ schloss für die Neuwahl im Dezember eine Listenverbindung mit dem kommunistischen „Fælles Kurs“; gemeinsam scheiterten sie an der Zwei-Prozent-Hürde.
Im August 1994 bekundete Kjærsgaard ihr Interesse am Parteivorsitz. Die Reaktionen waren abweisend, da es einen Bruch mit den ungeschriebenen Statuten der Frp bedeutet hätte, die personelle Trennung von Partei und Fraktion aufzuheben. Die Wahl eines Kompromisskandidaten bedeutete eine erste Niederlage für Kjærsgaard. In der Folketingswahl 1994 verschob sich die Machtbalance in der Fraktion um ein entscheidendes Mandat. Sie wählte daraufhin einen Vertreter des „straffen“ Flügels, Kim Behnke, zu ihrem Vorsitzenden. Kjærsgaard trat als Politische Sprecherin zurück, obwohl gerade erst einstimmig in ihrem Amt bestätigt, und löste damit heftige Solidaritätsbekundungen an der Parteibasis aus. Auf dem Parteitag im September 1995 unterlag sie jedoch in den entscheidenden Abstimmungen. Daraufhin verließ sie mit Kristian Thulesen Dahl, Ole Donner und Poul Nødgaard am 6. Oktober 1995 die Fraktion und gründete die Dansk Folkeparti (DF).

### Auflösung
Während die DF 1998 7,4 % erreichte, nahm die Frp nur knapp die Zwei-Prozent-Hürde. Politischen Beobachtern zufolge war der Einzug ins Parlament vor allem der populären Spitzenkandidatin Kirsten Jacobsen aus Nordjütland zu verdanken. Um der angeschlagenen Partei neuen Auftrieb zu verschaffen, sollte der inzwischen extrem ausländerfeindlich auftretende Glistrup reaktiviert werden. Die vierköpfige Parlamentsfraktion verließ daraufhin 1999 unter Protest die Partei. Unter dem Namen „Freiheit 2000“ engagierte sich die Fraktion weiter gegen hohe Einkommensteuern, europäische Integration und steigende Einwanderung – Glistrups altes Programm ohne Glistrup selbst. Eine Parteigründung wurde nicht mehr erwogen.

### Splitterpartei
Bei der Folketingswahl 2001 war Mogens Glistrup wieder Spitzenkandidat der stark zerrütteten Partei. Sie erhielt nur noch 0,6 Prozent der Wählerstimmen. Bei der Folketingswahl 2005 trat die Partei nicht mehr an. Nur in der Kommunalversammlung der Kommune Morsø war die Partei noch bis 2009 durch Aage Brusgaard vertreten. Die Flügelkämpfe dauerten trotz der politischen Bedeutungslosigkeit der Partei an. 2007 setzte sich zunächst eine verhältnismäßig routinierte Gruppe um die ehemaligen Parlamentsabgeordneten Aage Brusgaard und Ove Jensen durch. Im Herbst 2010 radikalisierte sich die Frp jedoch weiter. Die Hauptanliegen wurden in einem sektiererischen „Sieben-Punkte-Programm“ zusammengefasst: Ausweisung aller „Mohammedaner“ aus Dänemark, Bevorzugung ethnischer Dänen auf dem Arbeitsmarkt, Austritt aus der EU, mehr Plebiszite, Null-Einkommensteuer, Entbürokratisierung, Förderung alternativer Medizin. Im Vorfeld der Folketingswahl 2011 gelang es nicht, die notwendigen 20.000 Unterschriften wahlberechtigter Bürger zu sammeln, um zur Wahl zugelassen zu werden.
Im Sommer 2010 zerbrach die Partei in zwei Gruppierungen, den sogenannten Brusgaard-Flügel unter Führung von Niels Højland und einen Glistrup-Flügel unter Lars Egmose. Dieser gab sich 2013 den neuen Namen Frihedspartiet. Hier liegen auch die Rechte am Namen Fremskridtsparti; jedoch hat das dänische Innenministerium der Gruppe um Højland zugestanden, unter dieser Bezeichnung zu Wahlen anzutreten.

## Wahlergebnisse
| Jahr | Stimmen | Stimmenanteil | Sitze | Spitzenkandidat  |
| ---- | ------- | ------------- | ----- | ---------------- |
| 1973 | 485.289 | 15,9 %        | 28    | Mogens Glistrup  |
| 1975 | 414.219 | 13,6 %        | 24    | Mogens Glistrup  |
| 1977 | 453.792 | 14,6 %        | 26    | Mogens Glistrup  |
| 1979 | 349.243 | 11,0 %        | 20    | Mogens Glistrup  |
| 1981 | 278.383 | 8,9 %         | 16    | Mogens Glistrup  |
| 1984 | 120.461 | 3,6 %         | 6     | Mogens Glistrup  |
| 1987 | 160.461 | 4,8 %         | 9     | Pia Kjærsgaard   |
| 1988 | 298.132 | 9,0 %         | 16    | Pia Kjærsgaard   |
| 1990 | 208.484 | 6,4 %         | 12    | Pia Kjærsgaard   |
| 1994 | 214.057 | 6,4 %         | 11    | Pia Kjærsgaard   |
| 1998 | 82.437  | 2,4 %         | 4     | Kirsten Jacobsen |
| 2001 | 19.340  | 0,6 %         | 0     | Mogens Glistrup  |

| Jahr | Stimmen | Stimmenanteil | Sitz | gewählter Kandidat |
| ---- | ------- | ------------- | ---- | ------------------ |
| 1979 | 100.702 | 5,8 %         | 1    | Kai Nyborg         |
| 1984 | 68.747  | 3,5 %         | −    |                    |
| 1989 | 93.985  | 5,3 %         | −    |                    |
| 1994 | 59.687  | 2,9 %         | −    |                    |
| 1999 | 14.233  | 0,7 %         | −    |                    |

## Parteispitze

### Parteiführer
Parteigründer Mogens Glistrup war bis 1983 die unbestrittene Führungsfigur. Er bezeichnete sich selbst als „Kampagnenleiter“ (kampagneleder). Infolge seiner Inhaftierung konnte Pia Kjærsgaard zwischen 1984 und 1987 die Macht an sich ziehen: Sie war von 1984 bis 1994 Politische Sprecherin, ein Posten, den die Frp im Gegensatz zu anderen dänischen Parteien bis dahin nicht weiter kultiviert hatte. Kjærsgaard befestigte ihre Position und trat ab 1987 als Spitzenkandidatin an. 1994 zog sie sich als Politische Sprecherin zurück. Das Machtvakuum dauerte ein Jahr an. Nach Abspaltung des Kjærsgaard-Flügels 1995 blieb die Führung auf mehrere Köpfe verteilt: Kirsten Jacobsen als Politische Sprecherin, Kim Behnke als Fraktionschef und Johannes Sørensen im Parteivorsitz.

### Parteivorsitzende
Gegenüber der Parlamentsfraktion, in der sich die Machtbefugnisse konzentrierten, blieb die Parteiorganisation schwach. Die Parteivorsitzenden besaßen damit nur eine sehr untergeordnete Rolle. Eine ähnliche Konstellation kennt unter den dänischen Parteien sonst nur die Radikale Venstre.
- Ulrik Poulsen, 1974
- Palle Tillisch, 1975–1977
- A. Roland Petersen, 1977–1980
- V.A. Jacobsen, 1980–1984
- Poul Sustmann Hansen, Ove Jensen, Marius Jensen, 1984
- Helge Dohrmann, 1984–1986
- Annette Just, 1986–1987
- Johannes Sørensen, 1987–1994 und 1995–1999
- Poul Lindholm Nielsen, 1994–1995
- Per Larsen, 1999
- Aage Brusgaard, 1999–2001
- Aase Heskjær, 2001–2003
- Jørn Herkild, 2003–2006
- Henrik Søndergård, 2006–2007
- Ove Jensen, 2007–2009
- Ernst Simonsen, 2009–2011
- Niels Højland/Lars Egmose, 2011